# 第十一航空隊
第十一航空隊 （だいじゅういちこうくうたい） は、日本海軍の部隊の一つ。1936年9月に発生した北海事件に対応して臨時編制された。
隊名が類似している第一一海軍航空隊とは関連が無い。本航空隊の呼称を「第一一海軍航空隊」、または「第一一航空隊（一一空）」としている文献があるが、これらの呼称は誤りである。

## 沿革
1936年9月3日、中華民国広東省北海で日本人商店主が殺害された。軍はこの事件が紛争に拡大した場合に備えて準備することとし、海軍は館山海軍航空隊、木更津海軍航空隊および鹿屋海軍航空隊を中心として人員機材を抽出し第十一航空隊を編制した。
- 昭和11年（1936年）9月3日 - 北海事件発生。
  - 9月19日 - 漢口邦人巡査射殺事件発生。
  - 9月23日 - 上海日本人水兵狙撃事件発生。
  - 9月24日 - 木更津航空基地で開隊。艦戦12、中攻6、大攻4、輸送機2[1]。航空機の区別字は「11」。第三艦隊附属[2]。
  - 9月25日 - 木更津海軍航空隊で事務開始。
  - 9月30日 - 台湾の陸軍屏東飛行場へ移動を開始。
  - 10月4日 - 九五式陸上攻撃機4機が鹿屋航空基地へ移動中、うち1機が静岡県熱川沖に墜落。墜落機の乗員は全員殉職。
  - 11月8日 - 屏東飛行場からの撤収を開始。
  - 11月16日 - 解隊。
  - 11月24日 - 残務整理を木更津海軍航空隊内で実施。

日本人を襲撃した各事件が紛争に拡大しなかったため第十一航空隊の作戦行動も無く、事件が一応の終息を見たことから11月16日に第十一航空隊は解隊され、人員は第十一航空隊へ異動する前の職に復帰した。

### 主力機種
- 九五式艦上戦闘機
- 九五式陸上攻撃機
- 九六式陸上攻撃機
- フォッカー偵察機

### 隊司令
- 竹中龍造 大佐：1936年9月24日 - 1936年11月16日 （この間、木更津海軍航空隊司令は欠員）

## 第十一航空隊(昭和十五年度特別大演習)
昭和十五年度特別大演習の際、「第十一」の番号を冠した諸部隊が臨時に編成された。第十一航空隊もそのうちの一つだが、演習用の部隊であり建制部隊ではない。

### 隊司令
- 前原富義 中佐 (父島海軍航空隊司令)：1940年7月15日 - 演習終了まで